# Antoine Le Tonnelier de Breteuil
Pour les articles homonymes, voir Famille Le Tonnelier de Breteuil et Breteuil.
Antoine Le Tonnelier de Breteuil dit le « Chevalier de Breteuil », né au mois de juin 1640 probablement à Paris et mort en 1696 à Avignon, est un officier de marine et aristocrate français du XVIIe siècle, chef d'escadre des galères de France, sous le règne de Louis XIV.

## Biographie

### Origines et famille
Antoine Le Tonnelier de Breteuil descend de la famille Le Tonnelier de Breteuil, une famille noble française originaire du Beauvaisis, anoblie en 1572. Il est le deuxième fils de Louis Le Tonnelier de Breteuil (1609-1685) et de sa femme Chrétienne Le Court (1618-1707). De ce mariage naissent dix enfants. Son frère ainé, François Le Tonnelier de Breteuil, marquis de Breteuil (1638-1705), est conseiller d'État et Intendant des finances du roi ; alors qu'un de ses frères cadets, Louis Nicolas (1648-1728) est officier de la maison du roi.

### Carrière militaire
Le chevalier de Breteuil commande la galère La Force, dans l'expédition de secours envoyée à la ville de Candie, assiégée par les Turcs depuis 1648. Cette expédition commandée par le duc de Beaufort, part de France le 5 juin 1669. La flotte devait rallier en route la petite flotte de Rome et de Naples, placée sous les ordres du bailli de Rospigliosi, cardinal-neveu du pape Clément IX.
Après la jonction des flottes combinées, le bailli se fait présenter les officiers français par le général des galères. Lorsque arrive le tour du marquis de Martel : « Mon aile droite, dit Vivonne, se compose du Courtisan, de soixante-douze, vice-amiral, commandé par M. le marquis de Martel, et remorqué par la Force, capitaine M. le chevalier de Breteuil. »
Pendant la guerre de Hollande, il sert en qualité de capitaine de galère à la bataille de Palerme remportée par le 2 juin par le duc de Vivonne sur la flotte combinée d'Espagne et de Hollande, en 1676. Promu chef d'escadre des galères, il est au bombardement de Gênes en mai 1684 et commande en cette qualité six des vingt galères de l'expédition, destinées à soutenir et remorquer les galiotes à bombes.
Chef d'escadre des galères du Roi, il meurt en Avignon, en 1696, à l'âge de 56 ans.

## Sources et bibliographie
- Abbé de Vertot, Histoire des chevaliers hospitaliers de S. Jean de Jerusalem …, vol. 3, Rollin, 1726 (lire en ligne)
- Eugène Sue, Histoire de la marine française : XVIIe siècle - Jean Bart, t. 2, F. Bonnaire, 1836 (lire en ligne), p. 82 & 158,
- Eugène Sue, Histoire de la marine française : XVIIe siècle - Jean Bart, t. 4, F. Bonnaire, 1836 (lire en ligne), p. 193